# Jasmin Handanović
Jasmin Handanović (* 28. Januar 1978 in Ljubljana) ist ein ehemaliger slowenischer Fußballtorhüter.

## Karriere
Jasmin Handanović spielte zunächst bei verschiedenen Vereinen in der Slovenska Nogometna Liga, der höchsten Fußballspielklasse Sloweniens. Dabei wurde er dreimal Slowenischer Pokalsieger, einmal 2000 mit NK Olimpija Ljubljana und zweimal 2006 und 2007 mit NK Koper. 2007 wechselte er dann zum AC Mantova. In der Saison 2010/11 stand er beim FC Empoli unter Vertrag, wo er Stammtorhüter war. Von 2011 bis 2021 spielte er in 254 Ligapartien beim slowenischen Klub NK Maribor, in dieser Zeit gewann er sechs Mal die Landesmeisterschaft und je drei Mal den nationalen Pokal und den Supercup.

## Nationalmannschaft
Sein jüngerer Cousin Samir Handanović ist ebenfalls Torhüter und spielt auch für die slowenische Fußballnationalmannschaft.